# Soude commune
Salsola soda
Espèce
Classification phylogénétique
Statut de conservation UICN

 LC  : Préoccupation mineure
 France 
La Soude commune (Salsola soda) est une espèce de plante du genre Salsola appartenant à la famille des Chenopodiaceae selon la classification classique, ou des Amaranthaceae selon la classification phylogénétique.
En anglais l'espèce est appelée Opposite-leaved saltwort « Soude à feuilles opposées ».

## Taxonomie
Synonymes
- Soda inermis
- Kali soda (L.) Scop.
- Salsola longifolia Lam.
- Salsola mutica C.A.Mey.

## Description
C'est une plante annuelle succulente pouvant mesurer 70 cm de haut originaire du bassin méditerranéen. Cette plante halophyte pousse généralement dans les régions côtières et peut être irriguée avec de l'eau salée.
Elle a des feuilles charnues vertes à tiges vertes ou rouges.
La floraison a lieu de juillet à septembre. Les petites fleurs se développent à partir des inflorescences qui poussent à la base des feuilles près de la tige.
Les graines sont connues pour leur faible taux de germination (environ 30 % à 40 %), tout comme le romarin.
Bien que la plante soit souvent cultivée en eau salée, elle se développe aussi sans eau salée. Salsola soda est soit récoltée en grappes lorsqu'elles sont petites, soit cultivée régulièrement pour favoriser une nouvelle croissance à maturité.
Salsola soda est parfois confondue avec une plante connue au Japon comme Okahijiki ("Pays Seaweed"), qui est en fait l'espèce Salsola komarovi car les feuilles de ces deux espèces ont une apparence similaire.

## Répartition
Salsola soda est originaire d'Eurasie et d'Afrique du Nord. On en trouve sur le littoral Atlantique de la France et du Portugal et sur la côte de la mer Noire. Il s'est naturalisé le long de la côte Pacifique de l'Amérique du Nord, et l'on se préoccupe de son caractère invasif en Californie dans les marais salants. Il est également naturalisé en Amérique du Sud.

## Utilisation

### Production de carbonate de sodium
L'espèce a une grande importance historique en tant que source de carbonate de soude, qui était extrait des cendres de Salsola soda et d'autres plantes telles que les salicornes. Le carbonate de soude est l'une des substances alcalines cruciales dans la production de verre sodocalcique et la fabrication de savon.
En 1807, Sir Humphry Davy a isolé un élément métallique de la soude caustique, il nomma le nouvel élément "sodium" pour indiquer sa relation à «soda». Avant que le terme "Soda" soit synonyme en anglais de boissons non alcoolisées, le terme se référait à Salsola soda et d'autres plantes de type salicornes permettant d'obtenir de la soude.
Les cendres de Salsola soda transformées contiennent jusqu'à 30 % de carbonate de sodium si la plante est cultivée dans les sols très salins (à savoir dans les sols à forte concentration en chlorure de sodium), de sorte que les tissus de la plante contiennent une concentration relativement élevée d'ions sodium. Salsola soda peut être irriguée avec de l'eau de mer, qui contient environ 40 grammes par litre de chlorure de sodium dissous et d'autres sels. Lorsque ces plantes riches en sodium sont brûlées, le dioxyde de carbone qui est produit réagit avec le sodium pour former du carbonate de sodium.

### Culinaire

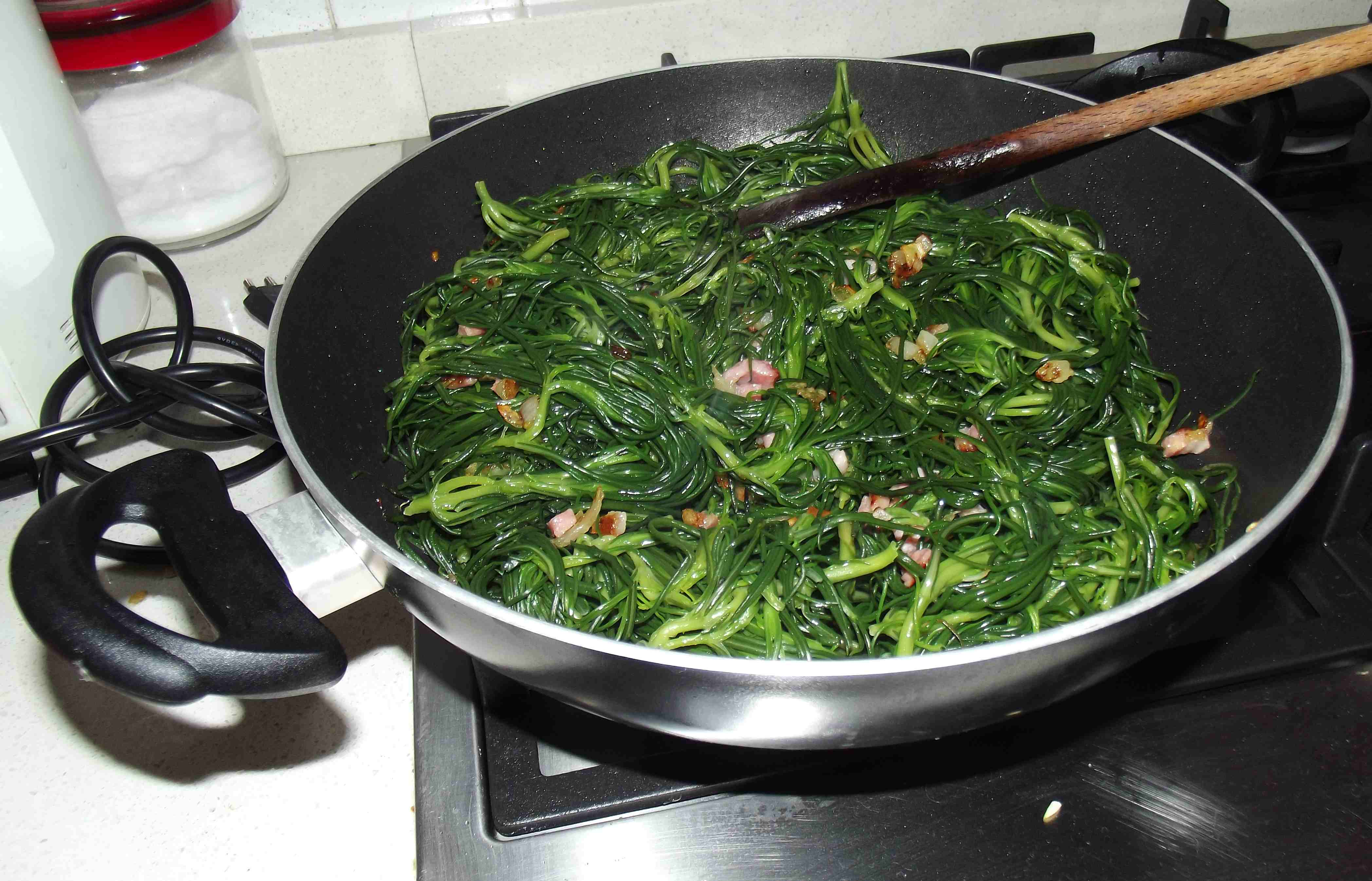
Barbe di frate sautées avec lardons et oignons.

Le goût est herbacé et légèrement salé avec une texture croquante agréable.
Ses noms communs en italien sont "Barba del frate", "Agretti", et "Liscari sativa". À propos de sa valeur culinaire, Frances Mayes a écrit que « L'épinard est le plus proche au niveau du goût, mais l'Agretti a la valeur minérale de l'épinard avec un goût plus vif, plein de l'énergie du printemps ». La plante est le plus souvent cuite et consommée comme légume-feuille, la recommandation est de la faire cuire dans l'eau bouillante jusqu'à ce que les feuilles ramollissent tout en restant croquantes (un peu comme la salicorne). En Italie, on les consomme ainsi en antipasti, refroidies, avec de l'huile d'olive, de l'ail et du citron. Elles peuvent également être consommées crues.

### Dessalement
Salsola soda a été étudiée comme une « plante de compagnonnage désalinisatrice » pour les cultures des tomates et poivrons quand ils sont cultivés en sols salins. Salsola extrait assez de sodium du sol pour améliorer la croissance de la plante cultivée, et un meilleur rendement des cultures en résulte malgré la concurrence des deux plantes pour le reste des minéraux du sol.